# Riskafjorden
Riskafjorden er en fjordarm af Gandsfjorden i Sandnes kommune i Rogaland fylke i Norge. Fjorden ligger på sydsiden af øen Uskjo og strækker sig 3,5 kilometer mod sydøst fra indløbet til landsbyen Hommersåk. Indløbet ligger lige øst for Hillevåg i Stavanger. Fra bunden af fjorden går Uskasundet mod nord på østsiden af Uskjo til sydsiden af indløbet til Høgsfjorden.
Midt i Riskafjorden ligger Riskaholmene.